# Kagahe
Kagahe är ett periodiskt vattendrag i Burundi.   Det ligger i provinsen Muyinga, i den norra delen av landet, 150 kilometer nordost om huvudstaden Bujumbura.
Omgivningarna runt Kagahe är en mosaik av jordbruksmark och naturlig växtlighet. Runt Kagahe är det ganska tätbefolkat, med 93 invånare per kvadratkilometer.